# Liste des bases militaires de la Russie dans le monde

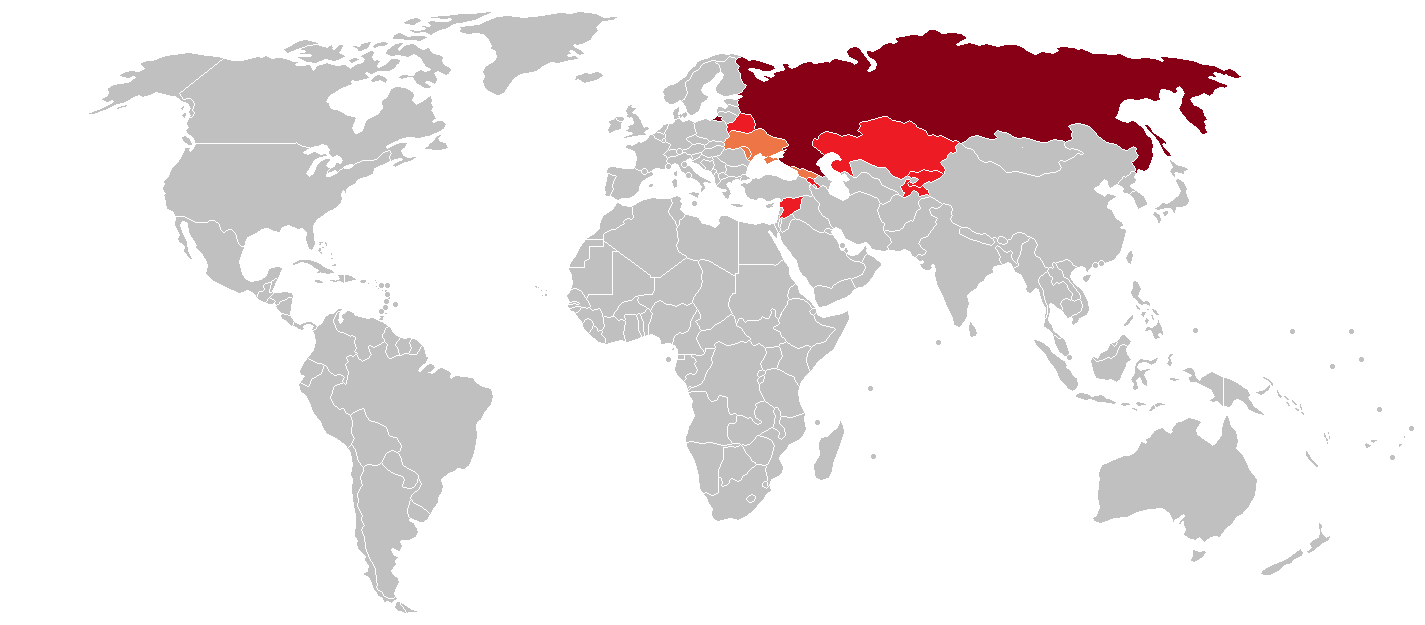
Bases militaires russes à l'étranger en 2023.

Cet article énumère les bases militaires de la Russie à l'étranger. La majorité des bases et installations militaires russes sont situées dans les anciennes républiques soviétiques ; qui, dans le jargon politique russe, est appelé « l'étranger proche ».
Après la dissolution de l'Union soviétique, de nombreuses stations radar d'alerte précoce se retrouvent dans les anciennes républiques soviétiques. À partir de 2020, seul un radar situé en Biélorussie est toujours loué par la Russie,.
En 2003, le journal Kommersant publie une carte de la présence militaire russe à l'étranger. En 2018, la Russie exploite au moins 21 installations militaires importantes à l'étranger.

## Bases actuelles
| Pays                                     | Notes | Personnel       |
| ---------------------------------------- | --- | --------------- |
| Arménie                                  | 102e base militaire russe à Gyumri et la 3624e base aérienne russe à l'aéroport Erebouni près d'Erevan. | ~ 3 214 à 5 000 |
| Biélorussie                              | Station radar de Hantsavichy,, l'émetteur très basse fréquence de Vileyka près de Vileïka et un centre d'entraînement conjoint de l'armée de l'air et de la défense aérienne à Baranovitchi. | ~ 1 500         |
| Géorgie Abkhazie (contesté)              | Après la guerre russo-géorgienne de 2008, la Russie maintient une présence importante dans les États partiellement reconnus d'Abkhazie et d'Ossétie du Sud-Alanie. La 7e base militaire russe est située en Abkhazie et accueille environ 4 500 militaires. | ~ 4 500         |
| Géorgie Ossétie du Sud-Alanie (contesté) | Après la guerre russo-géorgienne de 2008, la Russie maintient une présence importante dans les États partiellement reconnus d'Abkhazie et d'Ossétie du Sud-Alanie. La 4e base militaire russe est située en Ossétie du Sud et accueille environ 3 500 militaires. | ~ 3 500         |
| Kazakhstan                               | Gamme d'essais de missiles anti-balistiques de Sary Chagan,. Le cosmodrome de Baïkonour est loué à la Russie mais est désormais sous administration civile,. |                 |
| Kyrgyzstan                               | Base aérienne de Kant (en) (unité militaire 20022), la 954e base d'essais d'armes anti-sous-marines (unité militaire 87366), le 338e centre de communication navale (unité militaire 45682) et le 17e laboratoire radio-sismique du service sismique du ministère de Défense de la fédération de Russie,. |                 |
| Moldavie Transnistrie (contesté)         | La Russie maintient un groupe opérationnel dans la région séparatiste de Transnistrie en Moldavie à des fins de maintien de la paix et pour garder un dépôt de munitions à Cobasna. | ~ 1 500         |
| Syrie                                    | Installation navale russe à Tartous, base aérienne de Hmeimim, base aérienne militaire de Tiyas (en),, aéroport militaire de Kuweires et base aérienne de Shayrat,. | ~ 7 000         |
| Tadjikistan                              | 201e base militaire russe, station de surveillance spatiale d'Okno. | ~ 7 500         |
| Ukraine Russie (contesté)                | Base navale de Sébastopol de la flotte de la mer Noire, en Crimée, louée par la Russie avant l'annexion de la Crimée par la fédération de Russie en 2014. En juillet 2015, le Premier ministre russe Dmitri Medvedev annonce la pleine intégration de la Crimée à la Russie, la base de Sébastopol n'étant aujourd'hui plus classée par la Russie comme une « base d'outre-mer ». Cependant, cette situation est contestée ; la résolution 68/262 de l'Assemblée générale des Nations unies rejette l'annexion de la Crimée par la Russie, que celle-ci défend en affirmant soutenir le résultat du référendum sur le statut de la Crimée de 2014, au cours duquel une majorité a voté pour rejoindre la Russie. En 2016, au moins 18 installations militaires russes sont dénombrés en Crimée,. | ~ +26 000       |

## Anciennes bases
| Pays                        | Notes |
| --------------------------- | --- |
| Afghanistan                 | Troupes soviétiques en Afghanistan de 1979 à 1989. |
| Albanie                     | Base navale de Pacha Liman (en). Entre 1955 et 1962, l'installation est utilisée par la marine soviétique. |
| Autriche                    | Groupement central des forces soviétiques de 1945 à 1955. |
| Azerbaïdjan                 | La station radar de Gabala est louée jusqu'en 2012. En 2013, le bâtiment lui-même est transféré en Azerbaïdjan, mais l'équipement est démantelé et transporté en Russie. |
| Pays Baltes                 | Forces opérationnelles du Nord-Ouest de 1991 à 1994. |
| Cambodge                    | Base navale de Kompong Som. Entre 1980 et 1992, l'installation est utilisée par la marine soviétique. |
| Chine                       | Bases aériennes de Tuchengzi et Yingchengzi, base navale de Port Arthur (en). Entre 1945 et 1956, l'installation est utilisée par la marine soviétique. Les bases aériennes de Shanghai sont utilisées par l'armée de l'air soviétique de 1949 à 1953. |
| Cuba                        | La station SIGINT de Lourdes est fermée en 2002. En juillet 2014, après la visite de Poutine à Cuba, des rumeurs circulent sur sa réouverture, rapidement démenties officiellement. |
| Tchécoslovaquie             | Groupement central des forces soviétiques de 1968 à 1991. |
| Éthiopie                    | Sous l'autorité du gouvernement militaire provisoire de l'Éthiopie socialiste, Nokra est la base de la marine soviétique entre 1977 et 1991, tandis que la base aérienne d'Asmara est la base des forces aériennes soviétiques. |
| Géorgie                     | En 1995, la Russie et la Géorgie signent un accord de 25 ans pour la location de bases militaires à Vaziani, Akhalkalaki et Batoumi. En raison de la révolution des Roses, les bases russes sont finalement liquidées en 2007, à l'exception des territoires séparatistes d'Abkhazie et d'Ossétie du Sud. Voir : relations entre la Géorgie et la Russie. |
| Ancienne Allemagne de l'Est | Groupement des forces armées soviétiques en Allemagne de 1945 à 1994. |
| Finlande                    | Base navale de Porkkala. Entre 1944 et 1956, l'installation est utilisée par la marine soviétique. |
| Corée du Nord               | 25e armée soviétique de 1945 à 1948. |
| Hongrie                     | Groupement central des forces soviétiques puis sud de 1944 à 1991. |
| Kazakhstan                  | La station radar de Balkhash est fermée en juin 2020. |
| Mongolie                    | Troupes soviétiques en Mongolie de 1921 à 1927, de 1939 à 1951 et de 1962 à 1992. |
| Pologne                     | Groupement nord des forces soviétiques de 1945 à 1993. |
| Roumanie                    | Groupement sud des forces soviétiques de 1944 à 1991. |
| Ouzbékistan                 | Base aérienne de Karchi-Khanabad de 2006 à 2012, lorsque l'Ouzbékistan faisait partie de l'Organisation du traité de sécurité collective. |
| Viêt Nam                    | Base aérienne de Cam Ranh, base navale de Cam Ranh. Entre 1979 et 2002, l'installation est utilisée par la marine soviétique puis la marine russe. |
| Yémen du Sud                | Socotra. Entre 1971 et 1985, l'installation est utilisée par la marine soviétique. |

## Bases planifiées
| Pays                      | Détails                                                                                      |
| ------------------------- | -------------------------------------------------------------------------------------------- |
| République centrafricaine | Confirmation de la construction d'une base militaire russe.                                  |
| Égypte                    | Confirmation de la construction d'une base militaire russe.                                  |
| Érythrée                  | Centre logistique confirmé par le ministre russe des Affaires étrangères Sergueï Lavrov,.    |
| Madagascar                | Confirmation de la construction d'une base militaire russe.                                  |
| Mozambique                | Confirmation de la construction d'une base militaire russe.                                  |
| Soudan                    | Confirmation de la construction d'une base navale russe le long de la côte de la mer Rouge,. |